# Pyrrhochalcia
Pyrrhochalcia este un gen de fluturi din familia Hesperiidae. Conține o singură specie, Pyrrhochalcia iphis, care este întâlnită în Guinea, Sierra Leone, Liberia, Coasta de Fildeș, Ghana, Togo, Nigeria, Camerun, Gabon, Republica Congo și Angola. Habitatul este constituit din păduri, incluzând pădurile uscate de pe coastă.
Larvele au ca principală sursă de hrană specile Psychotria calva, Acridocarpus smeathmanni, și specii de Dissotis, Anacardia și Ancistrophyllum.